# Хорхот Олександр Якович
Олекса́ндр Я́кович Хо́рхот  (* 26 березня 1907, Київ — 21 грудня 1993, Київ), архітектор родом з Києва. Закінчив Київський інженерно-будівельний інститут (1931) і в ньому викладав (з 1925), з 1968 професор; працює в проектних установах Києва. Співавтор Клубу чекістів у Києві (1930–1932), театру-цирку та будівель зав. в Україні і в Росії; генеральні плани східного району Запоріжжя, деяких районів Черкас, Тернополя, Калуша (1958–1962).  
У 1950-ті роки був директором Інституту містобудування Академії архітектури України. Олександр Якович є автором праць і статей з архітектури та будівництва. Заслужений архітектор УРСР, доктор архітектури. У 1975 році разом з архітектором Й. Каракісом був на VI з'їзді архітекторів СРСР. За словами Олександра Яковича вони дружили з архітектором Й. Каракісом зі студентської лави.
Його син — Хорхот Георгій Олександрович — заслужений архітектор України.